# 合浦
合浦（がっぽ）は青森県青森市の地名。現行行政地名は合浦一丁目及び合浦二丁目。郵便番号030-0902。

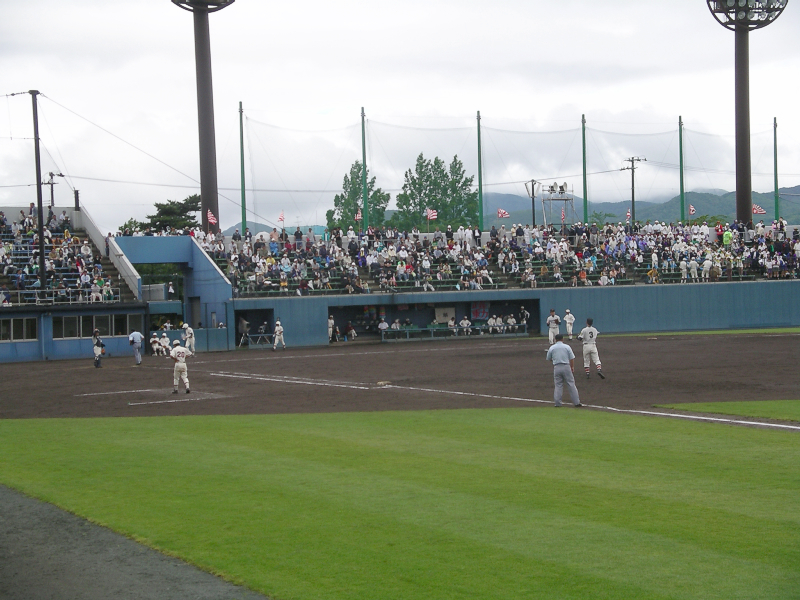
合浦公園内の青森市営野球場

## 地理
青森市中心部からみて東に位置し、北は青森湾に面する。東で造道、南で浪打、南の道路上の一点で花園、南西で栄町、西で茶屋町・港町と接する。
一丁目西端の道路その道路沿いには商店や事務所等がみられる。それらの裏にあたる一丁目の中部は戦前以来の住宅地であるが、タクシー会社等の事業所もみられる。さらにその道路を南下すると、国道4号と交わる栄町交差点に出て、通称「東青森駅通り」と呼ばれる道路につながる。
二丁目の大半は合浦公園が占めるが、北西端には造船所があり、西に隣接する港町とともに、準工業地域の一角を形成する。南端の国道沿いは、商店が事務所等が多い。それ以外の場所では一般の住宅が多い。

### 河川
- 根子堰 - 町の東端を流れる。

### 海洋
- 青森湾 - 陸奥湾の支湾

### 通学区域
市立小・中学校に通う場合、学区は以下の通りとなる。
| 町名       | 番地 | 小学校             | 中学校             |
| ---------- | ---- | ------------------ | ------------------ |
| 合浦一丁目 | 一部 | 青森市立合浦小学校 | －                 |
| 合浦一丁目 | 一部 | 青森市立浪打小学校 | －                 |
| 合浦一丁目 | 全部 | －                 | 青森市立浪打中学校 |
| 合浦二丁目 | 全部 | 青森市立浪打小学校 | 青森市立浪打中学校 |

## 交通
現在、地域内に鉄道駅はないが、下記のバス停留所は存在する。

### バス停留所
- 青森市営バス  - 合浦公園前（東部営業所・県立中央病院方面行き）、岡造道一丁目（沢田橋方面行き）
- 弘南バス - 合浦公園前（青森営業所方面行き）

※ なお、上記の反対方向に向かう停留所は、国道4号をはさんで向かい側にあるが、その所在地は浪打である。
- 青森市市民バス - 合浦小学校通り、合浦公園西口、スポーツ会館前、合浦町（県立中央病院方面行き）

### 道路
- 国道4号 - 町の南端を通過
- 青森市都市計画道路3･3･1石森橋通り線　- 合浦公園西口から西に向かっている。
- 青森市都市計画道路3･3･2青森駅通り合浦線 - 町の西端付近から青森駅前広場につながる。途中から、本町通り、新町通りと呼ばれるようになる。

## 歴史
元々は水田の多い場所であったが、明治に入って合浦公園が建設され、明治の末から地域内に学校が移転し、また、青森市の人口が増加したことから住宅地として発展し、交通も整備され始めた。区画整理が行われ、「合浦町」・「西門町」と呼ばれるようになる。戦後は競輪場・野球場が作られ、学校・公園の存在も相まって、大いににぎわった。その後、浪打駅が廃止され、学校も他の地域に移転して数を減らしていったが、体育館、室内プールなど、スポーツ施設は徐々に充実していった。

### 地名の由来
合浦とは戦国期から見える地名である。かつて、現在の津軽地方の北部海岸を外浜（そとがはま）と呼んだ。その外浜を北部を上磯、東部を下磯と２つに区分したときの接合点が合浦と呼ばれたのだという。

### 沿革
- 1894年（明治27年）- 合浦公園が完成。
- 1911年 (明治44年) - 青森商業学校(現在の青森県立青森商業高等学校）が造道字浪打に移転（後の青森市民体育館の場所）。[7]
- 1912年（明治45年） - 青森県立青森中学校（現在の青森県立青森高等学校）が造道字浪打の合浦公園南側に移転。現在の青森市営球場の場所。[8]
- 1924年（大正13年） -　附近に東北本線浪打駅が開業する。
- 同年 - 篠原喜次郎がここから青森駅前までの路線バスの運行を始める。この事業は、翌々年、青森市に買収され、青森市営バスの基礎となる。
- 1931年（昭和6年）9月 - 青森市浪打第一区画整理組合が設立された。組合長は大坂金助。【盛衰記】
- 1932～1934年 (昭和7～9年) - 浪打第一地区区画整理が行われた。（https://www.city.aomori.aomori.jp/jutaku-machizukuri/shiseijouhou/matidukuri/toshidukuri/kakutiku-seibi/toshiseibi.html )

青森市 「土地区画整理事業による面的な都市整備」
2019年5月8日閲覧）その後、その地区は「造道字合浦町」となった。現在の合浦一丁目付近である。
- 1935年（昭和10年） - 青森市立第一中学校（現在の青森県立青森北高等学校）が造道字合浦町に設置された。
- 1945年（昭和20年）7月 - 青森空襲により、青森中学校・青森商業学校の校舎が焼失した。
- 1950年（昭和25年）6月 - 合浦公園内のグラウンドに青森競輪場が建設されたため、その代替として、現在の青森市スポーツ会館、浪打公園附近に青森市営陸上競技場が建設された。なお、ここはもともと忠魂塔建設予定地であった。同年、青森市営球場が青森中学校跡地に建設された。【盛衰記】
- 1966年(昭和41年)6月1日 - 青森市東部地区住居表示実施により、造道字浪打および造道字合浦町の各一部が、合浦一丁目、同二丁目となる。
- 1968年（昭和43年）- 国鉄東北本線の南方移転に伴い、浪打駅が廃止。
- 1971年（昭和46年） - 青森県立青森商業高等学校が同市造道字磯野（のちの東造道）に移転。
- 1977年（昭和52年） - 青森商業高等学校跡地に青森市民体育館が設置。同年開催の第32回国民体育大会（あすなろ国体）の会場として使われた。
- 1982年（昭和57年） - 合浦公園内の青森競輪場が青森市新城に移転。跡地は多目的広場となる。
- 1984年（昭和59年） - 青森県立青森北高等学校が同市羽白に移転。（校舎は青森市立浪打中学校に転用された後に解体。敷地は同中学校に取り込まれた。）
- 2002年（平成14年） - 青森市スポーツ会館が完成する。
- 2024年（令和6年）6月30日 - 青森市民体育館が閉館[9]。

## 施設
- 合浦公園
- 青森市営野球場
- 青森市民室内プール
- 青森市立浪打中学校
- 青森市スポーツ会館
- 浪打公園
- 青森合浦郵便局
- 合浦保育園
- 青森警察署浪打交番